# تدفئة بمضخة حرارية

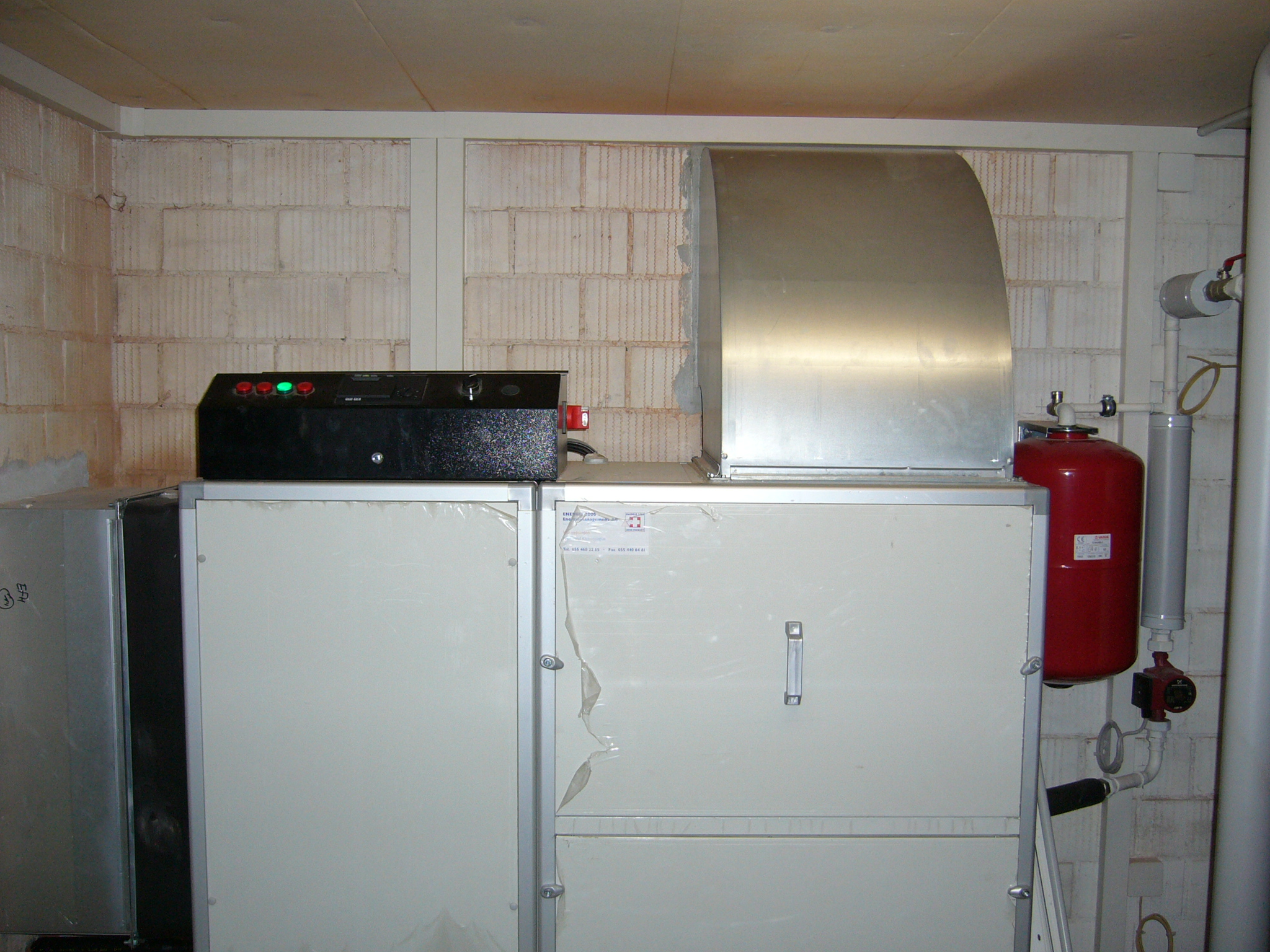
تسخين بمضخة حرارية ، تسحب الحرارة من الهواء وتعطيه إلى الماء في منزل عائلي.

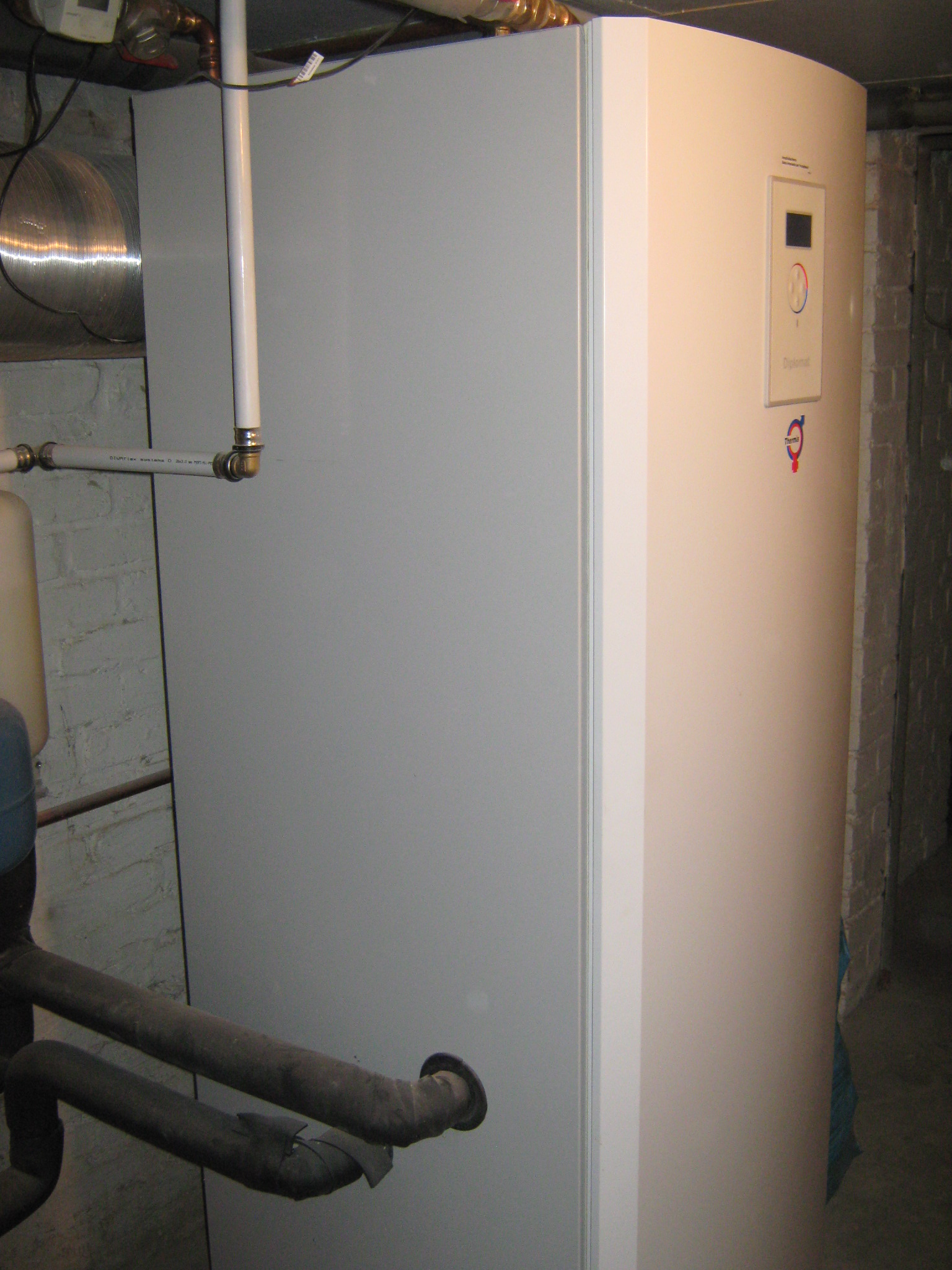
مضخة تسخين المياه المالحة في الطابق السفلي لمنزل عائلتين تم تجديده بعوازل للحرارة.

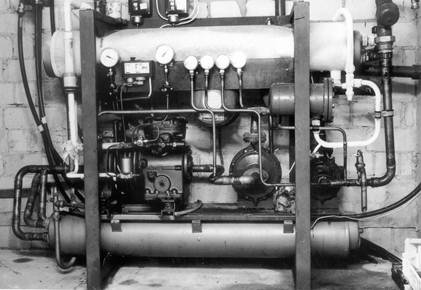
أول نظام تسخين بمضخات حرارية أرضية في ألمانيا بواسطة Klemens Oskar Waterkotte في عام 1972

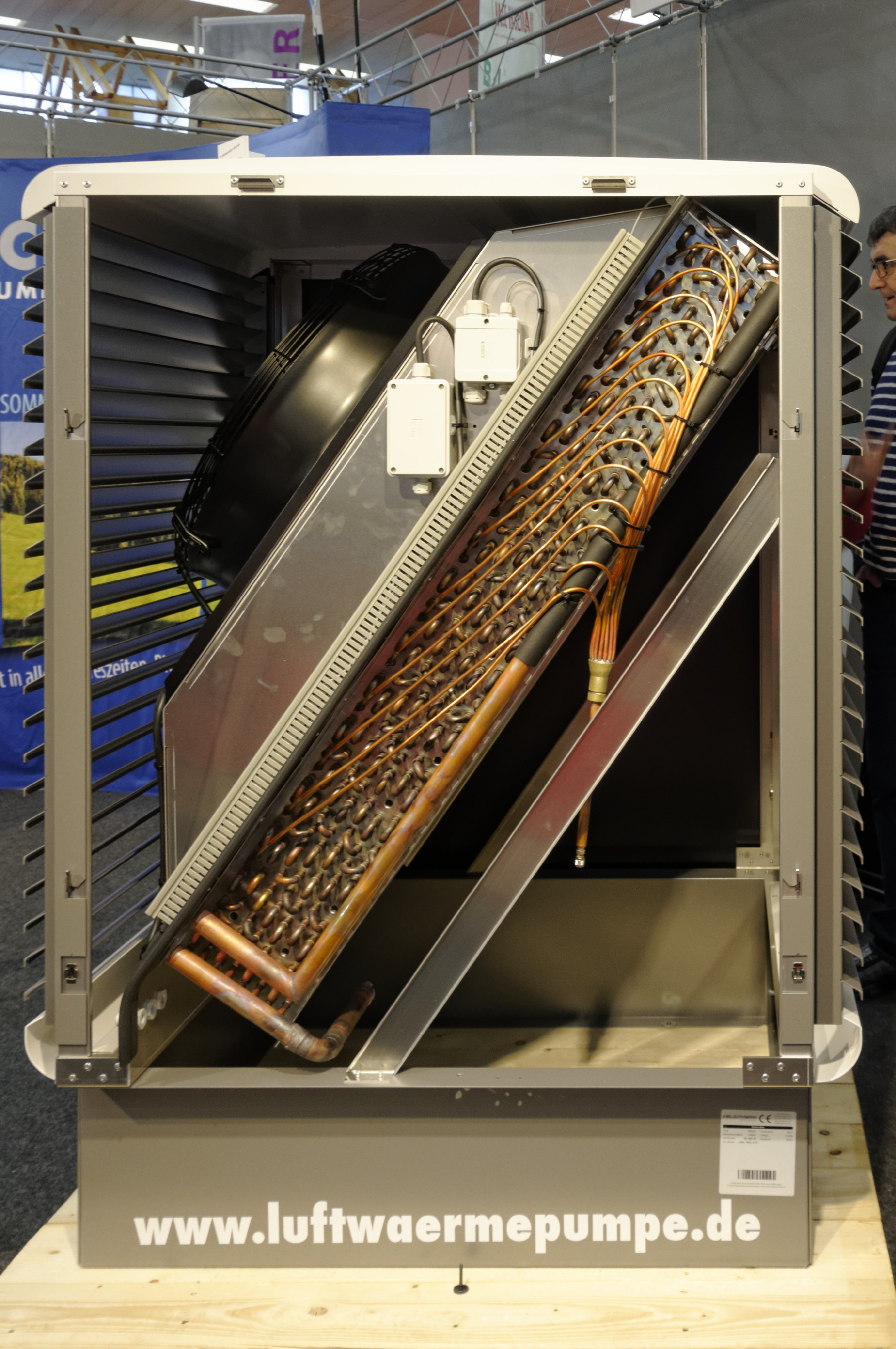
داخل المضخة الحرارية

يستخرج نظام تدفئة بمضخة حرارية الحرارة من البيئة المحيطة (الغلاف الجوي أو الماء أو باطن الأرض) ويرفعها إلى مستوى درجة حرارة أعلى صالح للاستخدام والتدفئة. باستخدام مضخة حرارية تقوم بـتدفئة المباني أو المرافق الأخرى. يتم التمييز بين أنظمة التسخين بالمضخات الحرارية التي تعمل بالكهرباء والغاز. تتميز بأن طاقة تشغيلها تكون أقل بكثير من الطاقة المستفادة منها.
نظرًا لأن المضخات الحرارية الكهربائية لا تصدر أي ثاني أكسيد كربون (CO 2 ) بشكل مباشر ، ولكنها توفر حوالي ثلاثة إلى أربعة أضعاف الطاقة الحرارية المستهلكة (الطاقة التي تشغل المضخة)،  يمكنها العمل مع انبعاثات قليلة جدًا ، خاصة عند استخدام الكربون المحايد و تساهم الكهرباء المنتجة بشكل متجدد وبالتالي مقارنة بأنواع التدفئة الأخرى تعمل بشكل كبير في تقليل انبعاثات غازات الاحتباس الحراري . من ناحية أخرى ، إذا كانت الطاقة الكهربائية تأتي من مصادر أحفورية (مثل الفحم والبترول) ، فإن الميزة البيئية مقارنة بأنظمة تسخين بالغاز الحديثة تكون صغيرة فقط.
كلما ارتفعت درجة حرارة مصدر الحرارة الذي تستخلص منه المضخة الحرارية الحرارة وانخفضت درجة حرارة العادم ، زاد معامل أداء النظام. يمكن تنفيذ درجة حرارة متوسطة منخفضة لنقل الحرارة ( درجة حرارة التدفق ) على وجه الخصوص مع أنظمة تسخين السطح ، والتي لها سطح كبير جدًا لنقل الحرارة. الامكانية الأخرى هي استخدام مسخنات المروحة . يجب تحديد التركيبة المثلى بيئيًا واقتصاديًا لتدابير التحسين لمصدر الحرارة وتوزيع الحرارة والعزل الحراري في المباني القائمة في كل حالة على حدة.
كجزء من إمداد تدفئة المنطقة ، يمكن أيضًا استخدام المضخات الحرارية للاستفادة من مصادر الحرارة التي لا يكون مستوى درجة حرارتها كافياً للتغذية المباشرة في شبكة التوزيع. يمكن استخدام المياه الجوفية ومياه الصرف ومياه التبريد الصناعية ومياه المناجم والطاقة الحرارية الأرضية القريبة من السطح مع المخزنات الأرضية كمصادر للحرارة ، على سبيل المثال.

## نظرة عامة
تستخرج المضخة الحرارية الحرارة من الخزان (من الهواء ، أو من المياه الجوفية ، أو من باطن الأرض) وبالتالي تبرّد مصدر الحرارة ، ولكن فقط بمستوى تدرج درجة الحرارة . كفاءة المضخة الحرارية - معبرا عنها بـ معامل الأداء -  وهو ينخفض كلما انخفضت درجة حرارة المصدر.
تكوين المضخة الحرارية من الناحية الفنية يماثل عمل الثلاجة مع اختلاف أن الجانب الدافئ فيها ( مكثف المضخة الحرارية) يستخدم للتدفئة. يكون التطبيق أكثر كفاءة كلما كان فرق درجة الحرارة المطلوب أصغر بين خزان الحرارة (على سبيل المثال ، المياه الجوفية من 7 °C) و "درجة حرارة التدفق" هي (= "تدفق التسخين" = درجة حرارة الماء إلى دائرة التسخين ). مع ارتفاع درجة الحرارة المكتسبة، ينخفض معامل أداء المضخة الحرارية. تم تصميم معظم المضخات الحرارية لدرجات حرارة تدفق تصل إلى 60 درجة مئوية كحد أقصى  في التصميم.
مصادر الحرارة لمضخات الحرارة هي الماء أو التربة الرطبة أو الهواء الرطب. عندما تكون درجة حرارة التبخر 0 درجة مئوية ، يتشكل الجليد على أسطح المبادل الحراري . الجليد هو طبقة عازلة ويؤثر بشكل كبير على انتقال الحرارة. بفضل التقنيات الأحدث (تبريد الغاز) ، يمكن حاليًا استخدام المضخات الحرارية ، التي تستخرج الحرارة من الهواء الخارجي ، حتى −25  درجة مئوية يمكن استخدام الحرارة الخارجية بشكل فعال. مضخة حرارية متصلة بخزان مياه 10 متر في العمق (حوالي 5 درجات هي درجة حرارة الأرض) التي تستخرج الحرارة يمكن تشغيلها بغض النظر عن درجة الحرارة الخارجية (أقل من نقطة تجمد الماء لأن الجليد أقل كثافة من الماء وبالتالي يطفو على السطح).
للحصول على ناتج الحرارة ، يجب بذل الطاقة تشغيل (المدخلات). تسمى نسبة العائد (المخرجات) إلى المدخلات ''' برقم الأداء'''. يعتبر معامل أداء أكبر من 4 اقتصاديًا.
يمكن توفير طاقة التشغيل عن طريق الكهرباء أو الوقود . يمكن أن يؤدي احتراق الوقود إلى تشغيل مبرد امتصاص أو ادمصاص أو استخدامه في محرك احتراق داخلي يعمل مثل محرك كهربائي يشغل ألة تبريد بالضغط .

## الجوانب الفنية
عادةً ما تُستخدم مضخات الحرارة الضغطية الكهربائية لتدفئة المباني في نطاق الخرج الأدنى ، كما تُستخدم مضخات تسخين بمحرك الغاز للإنتاج الأعلى. كما يمكن استخدام مضخات حرارة الامتصاص أ و مضخات الحرارة الامتزاز (الإدمصاص). المضخات الحرارية التي تستخدم دورة Vuilleumier ليست جاهزة للسوق بعد.
يمكن مقارنة مبدأ التشغيل بالثلاجة التي تبرد من الداخل وتسخن من الخارج. يمكن أيضًا استخدام العديد من هذه الأنظمة للتبريد في التشغيل العكسي. نظرًا لأن المضخات الحرارية تحتوي في بعض الأحيان على تيارات انطلاق كبيرة يمكن أن تؤدي إلى ردود فعل رسلبية في الشبكة (انخفاضات الجهد) فيجب الموافقة على تظام المضخة الحرارية من قبل شركة إمداد الطاقة . تُمنح الموافقة عادةً وفقًا لشروط معينة ( محدودية بدء التشغيل ، محدودية التشغيل / ساعة).
يتكثف المبرد المضغوط في المكثف . هذا هو مبادل حراري يتم شحنه على الجانب الآخر بوسيط نقل حرارة ، عادة ما يكون الماء أو خليط من الماء ومحلول ملحي (مضاد للتجمد). المحتوى الحراري المنبعث من تسييل وسيط التبريد سينتقل إلى المشعات أو أسطح التسخين. يزداد ناتج الحرارة الذي يمكن استخدامه في المكثف ، طبقا للطاقة الكهربائية المستخدمة بواسطة محرك الضغط ، مع انخفاض الفرق بين التبخر ودرجة حرارة التكثيف في دائرة التبريد في المضخة الحرارية.
نسبة الناتج الحراري (الخرج) إلى كهرباء التشغيل (المدخلات) تسمى معامل أداء المضخة الحرارية ( (بالإنجليزية: Coefficient of Performance)‏ ، مختصرا COP ).
سطح التسخين ومتوسط درجة الحرارة المنتقلة (اختلاف درجات الحرارة {\displaystyle \Delta T} ) لمبرد أو لجهاز تدفئة تحت الأرضية تتناسب عكسياً مع بعضها البعض. يمكن مقارنة ذلك بإخراج الطاقة المتغيرة من أنظمة التخزين مع زيادة درجات الحرارة الأولية. تعني هذه المشكلة أيضًا أنه لا يمكن رفع درجة حرارة خزان التخزين إلا إلى درجة حرارة معينة باستخدام مضخة حرارية. تعتمد درجة حرارة الماء الساخن القصوى التي يمكن توليدها على أقصى ضغط طلمبة الضاغط.
عند تسخين صهاريج التخزين باستخدام مجسات حرارة الأرض ، يجب توخي الحذر لضمان عدم تسخين مسبار الطاقة الحرارية الأرضية بأكثر من 100  واط (حراري) / متر من المسبار لتجنب التثليج المفرط للمسبار. ونظرًا لأن الجليد موصل ضعيف للحرارة ، فإن درجة حرارة المسبار تنخفض جدًا وينخفض معدا الأداء COP في النطاق الغير اقتصادي ، الذي هو أقل من 2.5.

### اختيار الوسيط المبرد
تم تشغيل المضخات الحرارية للمنازل والصناعة التي تم تشغيلها في أوروبا حتى الآن بشكل حصري تقريبًا باستخدام مركبات الكربون الهيدروفلورية (الهيدروكربونات المفلورة). نظرًا لتنظيم F-Gas لتقليل وسائط المبردات الضارة بالمناخ ، فإن الحصة السوقية من المبردات غير الضارة تتزايد في الأنظمة الجديدة.
في غضون ذلك ، يتم إعطاء الأفضلية لمواد التبريد الأقل إشكالية وخاصة المبردات الطبيعية مثل الماء ،وثاني أكسيد الكربون ، والأمونيا ، والبروبيلين ، والبروبان (اعتبارًا من عام 2022). وفقًا للدراسات ، يمكن تحقيق درجات حرارة عالية للتدفق باستخدام ثاني أكسيد الكربون CO2 ويمكن تحقيق عوامل أداء موسمية أعلى من الأنظمة التقليدية. كما أنها غير قابلة للاشتعال وأقل سمية. في اليابان ، تتوفر مضخات تسخين الهواء والماء بثاني أكسيد الكربون في السوق منذ عام 2001 ؛ لبعض الوقت ، تم تقديم هذه أيضًا من حين لآخر في أوروبا. عند استخدام ثاني أكسيد الكربون ، فأنت بحاجة إلى مكونات يمكن تشغيلها تحت ضغوط أعلى. لهذا الغرض ، يتم إجراء بحوث علمية ، على سبيل المثال في الجامعة التقنية في براونشفايغ (قسم الديناميكا الحرارية)  والجامعة التقنية بدريسدن .
خاصة في المباني الجديدة الموفرة للطاقة ، يمكن لمضخات تسخين الهواء والماء بغاز ثاني أكسيد الكربون أن تحل محل بدائل أكثر تكلفة مثل مجسات الطاقة الحرارية الأرضية ، ومسبارات الجليد ، ومضخات حرارة المياه الجوفية في نظاق التطبيق.

### أوقات الحظر
عند استخدام تعريفة كهربائية للتدفئة رخيصة ، يمكن لموردي الطاقة إيقاف تشغيل المضخات الحرارية في أوقات ذروة الحمل (ذروة التشغيل) ، على سبيل المثال في الصباح وبداية المساء ، وفقًا لشروط التوصيل الفني (TAB) حتى ثلاث مرات في اليوم لمدة ساعتين كل مرة (يتم التحكم فيه عن بعد أيضًا). ومع ذلك ، يمكن للعديد من شركات الإمداد بالطاقة أن تحيد عن هذا الخيار لأنها تتحكم في أوقات الحظر باستخدام مستقبل التحكم الدوري بناءً على ملف تعريف الحمل الفعلي. تكون أوقات الحظر بعد ذلك قصيرة نسبيًا ، لذا لا يلزم عادةً بذل جهد تقني متزايد (مثل التخزين المؤقت ) لسد وقت الحظر.

### التحكم في الحرارة
في حالة عدم كفاية أداء المضخة الحرارية في درجات الحرارة المحيطة المنخفضة للغاية وفي نفس الوقت ارتفاع الطلب على الحرارة ، فإن معظم أنظمة تسخين المضخات الحرارية تحتوي على سخان كهربائي بسيط ( قضيب تسخين ) في دائرة الماء الساخن أو خزان التخزين مثل ملحق.
ينص الفصل 10.2.4 من شروط التوصيل الفني (TAB 2007) على أنه لا يجوز تشغيل الضاغط وعنصر التسخين إلا ست مرات في الساعة. يطبق المصنعون هذه اللائحة عن طريق إدخال استراحة لمدة عشر دقائق بعد كل إيقاف.
ارتفاع درجة الحرارة {\displaystyle \Delta \vartheta } عنصر التسخين يتحكم فيه تدفق الكتلة {\displaystyle {\frac {\Delta m}{\Delta t}}} ، السعة الحرارية المحددة {\displaystyle c} من السائل ومخرج السخان {\displaystyle \Phi } بالتااكيد.
{\displaystyle \Delta \vartheta ={\frac {\Phi }{c\cdot {\frac {\Delta m}{\Delta t}}}}}
مع الماء كسوائل {\displaystyle c=1{,}16\,{\frac {\mathrm {Wh} }{\mathrm {K\cdot kg} }}} هو ارتفاع درجة الحرارة بتدفق كتلة 1000 كجم في الساعة {\displaystyle \Delta \vartheta =0{,}86\,\mathrm {K} } لكل خرج سخان kW.
مع تباطؤ تحويل صغير وفرق كبير في درجة الحرارة ، يتم تشغيل عنصر التسخين فقط لبضع دقائق ويتم إيقاف تشغيله لمدة عشر دقائق على الأقل. لا يمكن أن تتكشف الحمولة العالية المفترضة لعنصر التسخين. إعادة ترتيب الصيغة أعلاه للوقت ، نحصل على:
{\displaystyle \Delta t={\frac {c\cdot \Delta m\cdot \Delta \vartheta }{\Phi }}}
إذا كان تبديل التباطؤ هو 1 ك ، خرج عنصر التسخين 1 كيلوواط وكتلة الماء 1 كجم ، قضيب التسخين بعد 4.176 مقفلة.

## المقاييس

### معامل الأداء ودرجة الجودة
معامل الأداء ε يستخدم لتقييم المضخات الحرارية - يسمى أيضًا معامل الأداء (COP). - تستخدم. هي نسبة ناتج الحرارة التي يتم توصيلها إلى طاقة المحرك التي يستخدمها الضاغط (المعروف أيضًا باسم الضاغط). اعتمادًا على درجات الحرارة المستخدمة ، يقتصر معامل الأداء القابل للتحقيق على القيمة التبادلية لكفاءة كارنو لمحرك حراري خالي من الخسارة ، ومعامل كارنو للأداء ، وفقًا للقانون الثاني للديناميكا الحرارية :
{\displaystyle \varepsilon _{\mathtt {C}}={\frac {T_{\text{warm}}}{T_{\text{warm}}-T_{\text{kalt}}}}}
نسبة الجدارة الفعلية إلى رقم كارنو هي الدرجة {\displaystyle \eta =\varepsilon /\varepsilon _{\mathtt {C}}} . هذه هي الطريقة التي يتم بها حساب رقم الأداء
{\displaystyle \varepsilon =\eta \cdot {\frac {T_{\text{warm}}}{T_{\text{warm}}-T_{\text{kalt}}}}}
تحقق المضخات الحرارية بالضغط الكهربائي لتدفئة المباني مستويات جودة تبلغ حوالي 50 % في التشغيل المستمر في ظل ظروف تشغيل قياسية محددة . تُستخدم هذه القيمة بشكل أساسي لتقييم جودة المضخة الحرارية نفسها. لا يؤخذ في الاعتبار بقية نظام التدفئة.
لمضخة حرارية مع مسبار حراري أرضي (درجة حرارة التبخر {\displaystyle T_{\text{kalt}}=273\ \mathrm {K} } ، حوالي 0 درجة مئوية) والتدفئة الأرضية ( {\displaystyle T_{\text{warm}}=308\ \mathrm {K} } ، حوالي 35 درجة حرارة التدفق) ، على سبيل المثال:
{\displaystyle \varepsilon \approx 0{,}5\cdot {\frac {308\ \mathrm {K} }{308\ \mathrm {K} -273\ \mathrm {K} }}=4{,}4}
إذا كان المبرد يسخن إلى 55 درجة مئوية ( {\displaystyle T_{\text{warm}}=328\ \mathrm {K} } ) تكون درجة حرارة التدفق (درجة حرارة التبخر −0 °C) ، والنتيجة هي معامل أداء أقل بكثير:
{\displaystyle \varepsilon \approx 0{,}5\cdot {\frac {328\ \mathrm {K} }{328\ \mathrm {K} -273\ \mathrm {K} }}=3{,}0}
عند استخدام مسبار الطاقة الحرارية الأرضية كمصدر للحرارة ، تكون درجة حرارة التبخر مستقلة عن درجة الحرارة المحيطة.
تحتوي المضخة الحرارية التي تستخدم الهواء المحيط كمصدر للحرارة على درجة حرارة تبخر أقل بكثير من نظام يحتوي على مسبار حراري أرضي. مع زيادة الطلب على الحرارة ، تنخفض درجة الحرارة المحيطة ومعها معامل الأداء. بالإضافة إلى ذلك ، فإن معامل انتقال الحرارة من الهواء إلى أسطح المبخر منخفض. لذلك ، يتم استخدام الأنابيب ذات زعانف كبيرة لتغطية أكبر مساحة ممكنة لسطح المبخر. تستخدم مروحة أو جهاز تهوية لدفع الهواء عبر أسطح المبخر.
إذا كانت درجة الحرارة في المبخر تنخفض إلى ما دون نقطة الندى ، فيجب تصريف المكثف (الماء) الذي يتكون. إذا انخفض المكثف في المبخر إلى ما دون نقطة التجمد ، ينخفض معامل الجداء إلى الصفر بسبب التأثير العازل لوشاح الجليد. تعتبر أجهزة إزالة الجليد غير منطقية من ناحية توفير الطاقة ، حيث يتم توفير نفس كمية الطاقة التي تم استخلاصها مسبقًا من المكثفات المجمدة.
في الحساب التالي لمعامل الأداء تكون درجة الحرارة الخارجية حوالي 7 درجة مئوية وفرق في درجة الحرارة 12 درجة مئوية مفترضة بين درجة حرارة مدخل الهواء ودرجة حرارة التبخر لسائل التبريد. مع {\displaystyle T_{\text{kalt}}=268\ \mathrm {K} } (يساوي حوالي 5 درجة مئوية) للجانب البارد ينتج عنه:
{\displaystyle \varepsilon \approx 0{,}5\cdot {\frac {328\ \mathrm {K} }{328\ \mathrm {K} -268\ \mathrm {K} }}=2{,}7}
يتضح أن معامل أداء المضخة الحرارية يتأثر بشدة بتصميم المبادل الحراري والمكثف والمبخر. إيقاف المبخر لا يؤخذ في الاعتبار. نظام حساب المثال يكون مناسبا قيًا فقط عندما تكون درجات الحرارة الخارجية أكبر من +12  درجة مئوية.
في حالة المسبار الحراري الأرضي يوفر مصدر حرارة حرارة عالية نسبيًا بغض النظر عن درجة الحرارة الخارجية السائدة ، بينما يمثل الهواء الخارجي كمصدر حرارة غير مناسب. على جانب المشتت الحراري ، يجب أن يكون هناك فرق بسيط في درجة الحرارة بين درجة حرارة الغرفة ودرجة حرارة تدفق الناقل الحراري لأكبر مساحة ممكنة. في الأمثلة الموضحة ، يختلف معامل الأداء بمعامل 1.8 بين مسبار الطاقة الحرارية الأرضية / مضخة التسخين تحت الأرضية ومضخة تسخين الهواء / المبرد في الهواء الطلق.
في ظل الظروف القياسية ، تحقق المضخات الحرارية المتاحة تجاريًا قيم لمعامل الأداء COP في النطاق من 3.2 إلى 4.5 عند استخدام الهواء المحيط كمصدر للحرارة و 4.2 إلى 5.2 عند استخدام الحرارة الجوفية ، واتجاه التطبيق آخذ في الارتفاع.

### عامل الأداء السنوي JAZ
يستخدم عامل الأداء السنوي JAZ أو عامل الأداء الموسمي (SPF) لتقييم الكفاءة النشطة لنظام تدفئة بالمضخة الحرارية. يشير إلى نسبة الحرارة المنبعثة على مدار العام إلى طاقة المحرك المستهلكة ، ويجب عدم الخلط بينه وبين رقم الأداء المحدد في ظل ظروف المختبر القياسية. من أجل ضمان إمكانية المقارنة ، من المهم أن يكون واضحًا بشأن حدود النظام . يمكن أن يعكس عامل الأداء السنوي استهلاك الطاقة الإضافي للمحركات المساعدة (مضخات المياه المالحة أو مضخات المياه الجوفية أو مراوح الهواء وما إلى ذلك) والتي ، إذا أسيء استخدامها تشكل جزءًا كبيرًا.
{\displaystyle JAZ={\frac {\int _{t_{1}}^{t_{2}}{\dot {Q}}_{\text{Heiz}}(t)\,dt}{\int _{t_{1}}^{t_{2}}P_{\mathrm {el} }(t)\,dt}}={\frac {Q_{\text{Heiz}}}{W_{\mathrm {el} }}}}
حيث هنا {\displaystyle t_{1}} هو وقت البدء و {\displaystyle t_{2}} لوقت انتهاء فترة التسخين. {\displaystyle Q_{\text{Heiz}}} تعني الكمية الإجمالية للحرارة الناتجة عن المضخة الحرارية خلال هذه الفترة ( {\displaystyle {\dot {Q}}_{\text{Heiz}}(t)} يصف الاشتقاق الزمني لهذه الكمية من الحرارة ، أي ناتج الحرارة لمضخة الحرارة الذي يختلف تبعًا لحالة التشغيل) ، {\displaystyle P_{\mathrm {el} }(t)} مع مرور الوقت {\displaystyle t} متفاوتة استهلاك الطاقة الكهربائية و {\displaystyle W_{\mathrm {el} }} للطاقة الكهربائية التي يجب استخدامها إجمالاً خلال فترةالتسخين.
تؤثر العديد من العوامل على عامل الأداء السنوي. على سبيل المثال ، يقوم المصنعون بتزويد الأجهزة والبرامج بجودة مختلفة. الأمر نفسه ينطبق على أعمال شركات السباكة. علاوة على ذلك ، تتغير درجات الحرارة التي يجب أن تعمل بها المضخة الحرارية على مدار العام. على جانب الحوض ، على سبيل المثال ، تسود تدفئة المباني مع درجات حرارة منخفضة نسبيًا في فصل الشتاء ، بينما تهيمن عملية تحضير الماء الساخن المنزلي مع درجات حرارة عالية نسبيًا في الصيف. التصميم الكامل لنظام تسخين المضخة الحرارية ، على سبيل المثال ب. عمق البئر ، واختيار التخزين أو نظام توزيع الحرارة ، له تأثير على كفاءته. يمكن أيضًا ملاحظة تقلبات درجة الحرارة على جانب المصدر ، ولكنها تعتمد بشدة على المصدر. تتقلب درجة حرارة الهواء بشكل كبير على مدار اليوم والموسم ، لكن درجة حرارة التربة والمياه الجوفية نادرًا ما تكون على الإطلاق. الموقع والمناخ مناسبان أيضًا.
يتراوح عامل الأداء السنوي JAZ في ألمانيا من 3 إلى 4.5 ، وفي أنظمة المياه الجوفية يزيد أيضًا عن 5. القيم المتطرفة في كلا الاتجاهين ممكنة.

## التوازن البيئي
تتيح المضخات الحرارية توليد حرارة مستدام . على وجه الخصوص فيما يتعلق بشبكات تدفئة المناطق ، فإنها تفتح مصادر حرارة متجددة مثل الحرارة المهدرة والحرارة المحيطة والطاقة الحرارية الشمسية ، وبالتالي فهي تقنية أساسية لانتقال الحرارة ، والتي بدورها جزء لا يتجزأ من انتقال الطاقة . توصلت معظم الدراسات حول هذا الموضوع إلى استنتاج مفاده أن المضخات الحرارية يجب أن تلعب دورًا رئيسيًا في نظام طاقة صديق للبيئة .
تعمل كل من المضخات الحرارية اللامركزية والمضخات الحرارية الكبيرة في أنظمة التدفئة المركزية على تقليل التكاليف الإجمالية. نظرًا لأن المضخات الحرارية تحول الكهرباء إلى حرارة ، فهي أداة لربط القطاع ، ولا سيما مع تخزين الحرارة ، تساهم في استقرار سوق الكهرباء من خلال امتصاص الكهرباء في أوقات الفائض وتحويلها إلى حرارة. بهذه الطريقة ، يمكن دمج الكهرباء المتجددة بشكل أفضل في نظام الطاقة والمساهمة في إزالة الكربون من قطاع التدفئة.
إذا تم الحصول على الكهرباء المطلوبة لتشغيل المضخات الحرارية الكهربائية من مصادر خالية من الانبعاثات مثل محطات الطاقة الكهرومائية أو توربينات الرياح أو الخلايا الكهروضوئية ، فيمكن استخدامها لتوليد تدفئة فعالة ومحايدة مناخياً. من بين جميع التقنيات الفردية المتاحة حاليًا في السوق ، يعتبر تسخين المضخات الحرارية هو الذي يمكن أن يقدم أكبر مساهمة في الحد من غازات الاحتباس الحراري العالمية في المستقبل. تفترض وكالة الطاقة الدولية أن استخدام المضخات الحرارية وحدها سيقلل من انبعاثات غازات الاحتباس الحراري في العالم بمقدار 8 % المئوية إذا كانت نسبة 30% من المباني مزودة ب المضخات الحرارية بدلاً من أنظمة التدفئة التي تعمل بالوقود الأحفوري. إن تحويل توليد الحرارة في العالم إلى أنظمة تسخين بمضخات حرارية تشتغل بالكهرباء من الطاقات المتجددة سيعني أيضًا زيادة كبيرة في توليد الطاقة في العالم من مصادر متجددة وزيادة كفاءة نظام الطاقة.
يتأثر التوافق البيئي لمضخة ضغط حرارية بعدة عوامل:
- نوع توليد الطاقة (توازن ثاني أكسيد الكربون ، وانبعاثات الملوثات) ،
- نوع إنتاج الغاز (تصدير ، استيراد ، معالجة الغاز الحيوي )،
- الفاقد في توصيل التيار الكهربائي ،
- عامل الأداء السنوي للمضخة الحرارية ،
- إمكانية الاحترار العالمي من مادة التبريد.

### توازن ثاني اكسيد الكربون
تعتبر الطريقة التي تم بها إنتاج الكهرباء المطلوبة للتشغيل أمرًا حاسمًا لتحقيق التوازن البيئي لمضخات الحرارة الكهربائية. يعتمد توفير ثاني أكسيد الكربون بشكل خاص على عامل الأداء السنوي وكثافة انبعاثات توليد كهرباء التشغيل. يجب أن تؤخذ أنواع الوقود المختلفة في محطات الطاقة وأنظمة التدفئة المنزلية ومعاملات الانبعاث الخاصة بها في الاعتبار ، حتى مع وجود نفس متطلبات الطاقة الأولية ، فإن انبعاثات ثاني أكسيد الكربون الناتجة عن توليد الطاقة تكون أعلى (على سبيل المثال. على سبيل المثال مع التركيز على توليد الطاقة باستخدام الليغنيت) أو أقل (على سبيل المثال ب- بسبب نسبة عالية من الغاز أو محطات الطاقة النووية).
في البلدان التي لديها نسبة عالية من إنتاج الطاقة عديمة الانبعاثات ، على سبيل المثال ب النمسا ، حيث الطاقة الكهرومائية هي المصدر المهيمن للكهرباء ، يتم بالفعل توفير انبعاثات ثاني أكسيد الكربون مع عامل أداء سنوي قدره 1.0 ، و من ناحية أخرى إستونيا عامل أداء سنوي قدره 5.1. في ألمانيا تبلغ القيمة 2.2. تم استخدام غلاية الغاز بكفاءة 95% كقيمة مقارنة وانبعاثات 213 جم / كيلوواط ساعة.
في عام 2020 ، نُشرت دراسة في مجلة Nature Sustainability التي حللت البصمة الكربونية لأنظمة تسخين المضخات الحرارية على مدار دورة الحياة بأكملها (أي. ح. التصنيع والتشغيل وإعادة التدوير) لعام 2015 والمستقبل. درس المؤلفون أولاً متوسط التوازن العالمي وقسموا العالم أخيرًا إلى 59 منطقة ، ثم قاموا بتحليلها بشكل فردي لتحديد الاختلافات الإقليمية. توصلوا إلى استنتاج مفاده أنه في وقت مبكر من عام 2015 ، كان من الممكن أن ينتج عن استخدام مضخة حرارية متوسطة كمية أقل بكثير من ثاني أكسيد الكربون مقارنةً بنظام التدفئة الجديد الذي يعمل بالحرق الأحفوري. ووفقًا لذلك ، كانت المضخات الحرارية دائمًا أكثر ملاءمة للمناخ من أنظمة تسخين الوقود الأحفوري عندما تم شراء الكهرباء التي أنتجت أقل من 1000 جرام من مكافئ ثاني أكسيد الكربون / كيلووات ساعة. أكثر من 90 النسبة المئوية لتوليد الكهرباء في العالم أقل من مستوى الانبعاث هذا. إذا كانت الانبعاثات من توليد الكهرباء أقل من 500 جرام من مكافئ ثاني أكسيد الكربون / كيلوواط ساعة ، فإن المضخات الحرارية - حتى لو كانت تعمل بشكل غير فعال للغاية - تنبعث منها انبعاثات أقل من أنظمة التدفئة الأحفورية الجديدة عالية الكفاءة على المتوسط العالمي. بشكل عام ، توصل المؤلفون إلى استنتاج مفاده أن المضخات الحرارية كانت قيد الاستخدام بالفعل في عام 2015 في 53 من 59 منطقة حول العالم بإجمالي 96 ٪ من متطلبات الحرارة العالمية كانت أكثر ملاءمة للمناخ من التسخين القائم على الأحفوري. في المتوسط ، كانت الانبعاثات من أنظمة تسخين المضخات الحرارية حوالي 35 ٪ أقل من السخانات الأحفورية. بالإضافة إلى ذلك ، فإن الميزة المناخية للمضخات الحرارية ستتحسن أكثر في المستقبل مع الانخفاض المتوقع في الانبعاثات الناتجة عن توليد الكهرباء ، وبالتالي فإن التحول إلى المضخات الحرارية بشكل عام سيقلل بشكل شبه مؤكد من انبعاثات غازات الاحتباس الحراري في معظم المناطق في جميع أنحاء العالم ؛ على افتراض أن كهربة قطاع التدفئة لن تكون مصحوبة بمزيد من إزالة الكربون من توليد الكهرباء.
2013 بتكليف من الرابطة الفيدرالية للمضخات الحرارية e. ذكرت دراسة أجرتها جامعة ميونخ التقنية أنه على الرغم من أن "متطلبات الكهرباء للمضخات الحرارية [في ألمانيا] تميل إلى أن يتم توفيرها من خلال استخدام محطات طاقة الحمل الأساسي ، أي على وجه الخصوص محطات الطاقة التي تعمل بالفحم" ، إلا أنه حتى مع مزيج الكهرباء في ذلك الوقت ، وفورات في الانبعاثات تبلغ "41 ٪ إلى 52 ٪ مقارنة بغلاية قديمة ذات درجة حرارة منخفضة ". إذا استمرت التغذية من الطاقات المتجددة في الارتفاع بشكل حاد ، فمن المتوقع أن يتم استخدام المضخات الحرارية "حوالي 73 ٪ إلى 83 تتطلب طاقة أولية غير متجددة أقل بنسبة٪ من الأنظمة التي تعمل بالغاز الطبيعي أو زيت الوقود ". ينتج عن هذا "انخفاض في انبعاثات ثاني أكسيد الكربون بين 56 ٪ و 78 ٪ ". مع وجود 3.5 مليون مضخة حرارية في عام 2030 ، من المتوقع استهلاك إضافي للكهرباء يقارب 13.5 تيراواط ساعة (حوالي 3.5 من إجمالي متطلبات الكهرباء في ألمانيا) ، وهذا هو السبب في وجود تأثيرات طفيفة فقط على مزيج توليد الكهرباء.
يمكن أن تحتوي المضخات الحرارية على مبردات ضارة بالمناخ مثل R134a ( 1،1،1،2-tetrafluoroethane ) ، R404A (مبرد بديل لـ R502 و R22 ( كلورو فلورو الميثان )) ، R407C (استبدال المبرد R22) أو R-410A . يطور كيلوغرام واحد من هذه المبردات نفس إمكانية الاحترار العالمي مثل 1.3 إلى 3.3 طن من ثاني أكسيد الكربون. يمكن أن يؤدي التدوير غير السليم إلى إطلاق هذه المواد وما يقابلها من انبعاثات غازات الاحتباس الحراري. ومع ذلك ، هناك أيضًا بدائل صديقة للمناخ مثل R744 أو R290 أو R600a أو R1270 .

### توازن الطاقة الأولية
كم من الطاقة الأولية يمكن توفيرها عند توازن الطاقة الأولية في توليد الكهرباء. مع عامل الطاقة الأساسي ساري المفعول في ألمانيا منذ عام 2016 ، فإن المضخات الحرارية ذات المصدر الحراري للهواء الخارجي توفر الآن نسبة 1.8 للطاقة الأولية مقارنة بانتاجها بواسطة غلايات الغاز. يتم عرض متوسط القيم لألمانيا في الجدول أدناه. تحدث أعلى وفورات عندما تعمل المضخات الحرارية بالطاقة المتجددة ، والتي تنتج الكهرباء مباشرة دون خسائر في الديناميكا الحرارية (مثل انتاج الكهرباء من الفوتوفولتاءك أو من مراوح الرياح) . عندما يتعلق الأمر بمحطات الطاقة الأحفورية ، فإن محطات توليد الطاقة بالغاز والبخار ( محطات توليد الطاقة GuD ) تحقق أفضل أداء. على سبيل المثال ، تعمل المضخات الحرارية بعامل أداء سنوي يبلغ APF 3.5 ، والتي يتم تشغيلها بالكهرباء من محطة توليد الطاقة بالغاز ، تنتج المضخات الحرارية بمعامل سنوي 5و3 المزودةبتيار كهربائي من محطة تعمل بالغاز باستهلاك طاقة أساسي يبلغ 1.7 كيلوواط ساعة .
| محطة توليد الكهرباء                                                                           | استخدام الطاقة الأولية | الطاقة الكهربائية الناتجة | حرارة مفيدة بمعامل JAZ 3.5 |
| --------------------------------------------------------------------------------------------- | ---------------------- | ------------------------- | -------------------------- |
| محطة طاقة تعمل بالفحم                                                                         | 2.4 كيلو واط في الساعة | 1 كيلوواط ساعة            | 3.5 كيلو واط في الساعة     |
| جنبا إلى جنب محطة الطاقة دورة                                                                 | 1.7 كيلو واط في الساعة | 1 كيلوواط ساعة            | 3.5 كيلو واط في الساعة     |
| محطة الطاقة الكهرومائية ، توربينات الرياح ، الطاقة الكهروضوئية ، محطة الطاقة الحرارية الشمسية | 1 كيلوواط ساعة         | 1 كيلوواط ساعة            | 3.5 كيلو واط في الساعة     |
| محطة للطاقة النووية                                                                           | 3 كيلوواط ساعة         | 1 كيلوواط ساعة            | 3.5 كيلو واط في الساعة     |
| مزيج محطة توليد الكهرباء في ألمانيا (اعتبارًا من 2015)                                         | 2.4 كيلو واط في الساعة | 1 كيلوواط ساعة            | 3.5 كيلو واط في الساعة     |

بغض النظر عن اعتبارات الطاقة الأولية هذه ، يمكن أن تساهم المضخات الحرارية أيضًا في تقليل انبعاثات ملوثات معينة ( ثاني أكسيد الكربون ، أكاسيد النيتروجين ، الجسيمات العالقة ، مركبات الكبريت ، إلخ) ، لأنه عند استخدام الوقود الصلب والأحفوري ( الفحم الصلب ، الفحم السطحي البني ) في محطة توليد الكهرباء ،تعمل على تنظيف غاز المداخن عالي الفعالية (على الأقل بنفس الوقود) ، بمعنى آخر تتسبب على وجه التحديد في انبعاثات أقل من الاحتراق المحلي التقليدي.

## أنواع الأنظمة ومصادر الحرارة
يمكن تصنيف سخانات المضخات الحرارية على نطاق واسع حسب مصدرها الحراري:
- الهواء (مضخة تسخين الهواء الخارجي أو العادم ، ربما مع التسخين المسبق عبر مبادل حراري أرضي)
- الطاقة الحرارية الجوفية (توليد الحرارة عبر مجسات أو مجمعات الطاقة الحرارية الأرضية ،
- المياه (استرداد الحرارة من المياه الجوفية أو المياه السطحية أو مياه الصرف الصحي)
- الشمس ( النظام الشمسي يسخن محلول ملحي للتخزين)

يتم التمييز وفقًا لوسط توليد الحرارة والانبعاث:
- مضخة تسخين الماء / الماء (WWWP ؛ مضخة حرارة المياه الجوفية ) مع استخلاص الحرارة من المياه الجوفية عن طريق آبار التسليم والحقن ، من المياه السطحية أو مياه الصرف ،
- مضخة تسخين المحلول الملحي / الماء (SWWP) ، تعمل كمصادر حرارة:
  - المجسات الحرارية الأرضية ومجمعات الطاقة الحرارية الأرضية ( المجمعات اللولبية ، مجمعات الخنادق ، سلال الطاقة الحرارية الأرضية ، إلخ.) )
  - الطاقة الشمسية عبر مجمعات الطاقة الشمسية خزان المياه الساخنة
  - البيئة عبر ماصات ضخمة ، أو سياج الطاقة ، أو ما شابه ذلك. إلخ.
- مضخة تسخين الهواء / الماء (LWWP) مع استخلاص الحرارة من الهواء العادم أو الهواء الخارجي ، ونادرًا ما يتم ذلك أيضًا بالتسخين المسبق بواسطة المبادلات الحرارية الجوفية أو مجمعات الواجهة أو ما شابه ذلك ؛ غير مكلف وشائع الاستخدام.
- تستخدم المضخات الحرارية من الهواء إلى الهواء (LLWP) فقط في المباني الكبيرة لتسخين أو تبريد هواء الإمداد من أنظمة التهوية ( أنظمة تكييف الهواء ).

في المنازل منخفضة الطاقة ، هواء العادم (على سبيل المثال أجهزة التهوية المدمجة في المنازل السلبية ) ، والمياه العادمة  والحرارة الشمسية  تُستخدم لتوليد الطاقة ، وفي التجارة والصناعة أيضًا الحرارة العملية التي تنتج على أي حال. يمكن أيضًا دمج العديد من المصادر في نظام المضخة الحرارية ، على سبيل المثال عبر دائرة محلول ملحي (مخزن) من جانب المصدر.
بالإضافة إلى الأنظمة التي تقوم بتدفئة المنازل الفردية ، يمكن أيضًا استخدام المضخات الحرارية لـ مسافات طويلة أو شبكات التدفئة المحلية متكاملة. عادة ما يكون لهذه الأنظمة ناتج في نطاق ميغاواط وتعتبر تقنية مهمة لربط قطاعي الكهرباء والتدفئة في أنظمة الطاقة المستقبلية بنسبة عالية من الطاقات المتجددة ، وخاصة طاقة الرياح . في مثل هذه الأنظمة ، تلعب المضخات الحرارية دورًا في توفير الحرارة خلال أوقات توليد الطاقة المتجددة العالية ، بحيث لا تكون هناك حاجة إلى غلايات أو غلايات وقود أحفوري. يجب تشغيل محطات التدفئة ، مما يزيد من كفاءة الطاقة . يمكن تشغيل هذه المضخات الحرارية الكبيرة بمصادر حرارة مختلفة ؛ و تأتي الحرارة المهدرة ذات درجة الحرارة المنخفضة من الصناعة ومن سوبرماركت أو من مياه الصرف (على سبيل المثال من محطات معالجة مياه الصرف الصحي ) كما يرغب أن تكون مياه الشرب ومياه المعالجة والمياه الجوفية والأنهار والبحيرات ومياه البحر كمصدر للحرارة .

## اقرأ أيضا
- مضخة حرارية